# パサール・スニ駅
パサール・スニ駅（マレー語:Stesen Pasar Seni）は、マレーシアのクアラルンプールにあるラピドKLの駅｡
クラナ・ジャヤ線とカジャン線が乗り入れており、それぞれ駅番号として、クラナ・ジャヤ線に KJ14、カジャン線に SBK14 が制定されている。

## 歴史
- 1998年9月1日 - クラナ・ジャヤ線の駅が開業[1]。
- 2017年7月17日 - スンガイ・ブロー-カジャン線の駅が開業[2]し、乗り換え駅となる。

## 駅構造
クラナ・ジャヤ線は高架駅舎を有しており、島式ホーム2面2線をもつ。駅舎北側にKTMクアラルンプール駅と繋がるペデストリアンデッキが設けられている。
カジャン線は島式ホーム1面2線をもつ地下駅である。保安用にホームドアを有する。スンガイ・ブロー-カジャン線の駅入口はブキッ・タブール石英採石場で採れた石英をイメージしたデザインとなっており、地下駅内部はクラン川とゴンパック川の川の合流をイメージしたデザインとなっている。
高架駅舎と地下駅舎はスルタン・モハメド通りを挟んだ位置にそれぞれあり、両者はペデストリアンデッキで繋がっている。

### のりば
| 高架ホーム (L2F) | 高架ホーム (L2F)   | 高架ホーム (L2F)                                         |
| ---------------- | ------------------ | -------------------------------------------------------- |
| 1                | 5 クラナ・ジャヤ線 | KLCC、ジュラテック、ゴンバッ方面                         |
| 2                | 5 クラナ・ジャヤ線 | KLセントラル、スバン・ジャヤ、プトラ・ハイツ方面         |
| 地下ホーム (B2F) |                    |                                                          |
| 1                | 9 カジャン線       | ブキッ・ビンタン、マルリ、カジャン方面                   |
| 2                | 9 カジャン線       | ムジウム・ネガラ、バンダル・ウタマ、スンガイ・ブロー方面 |

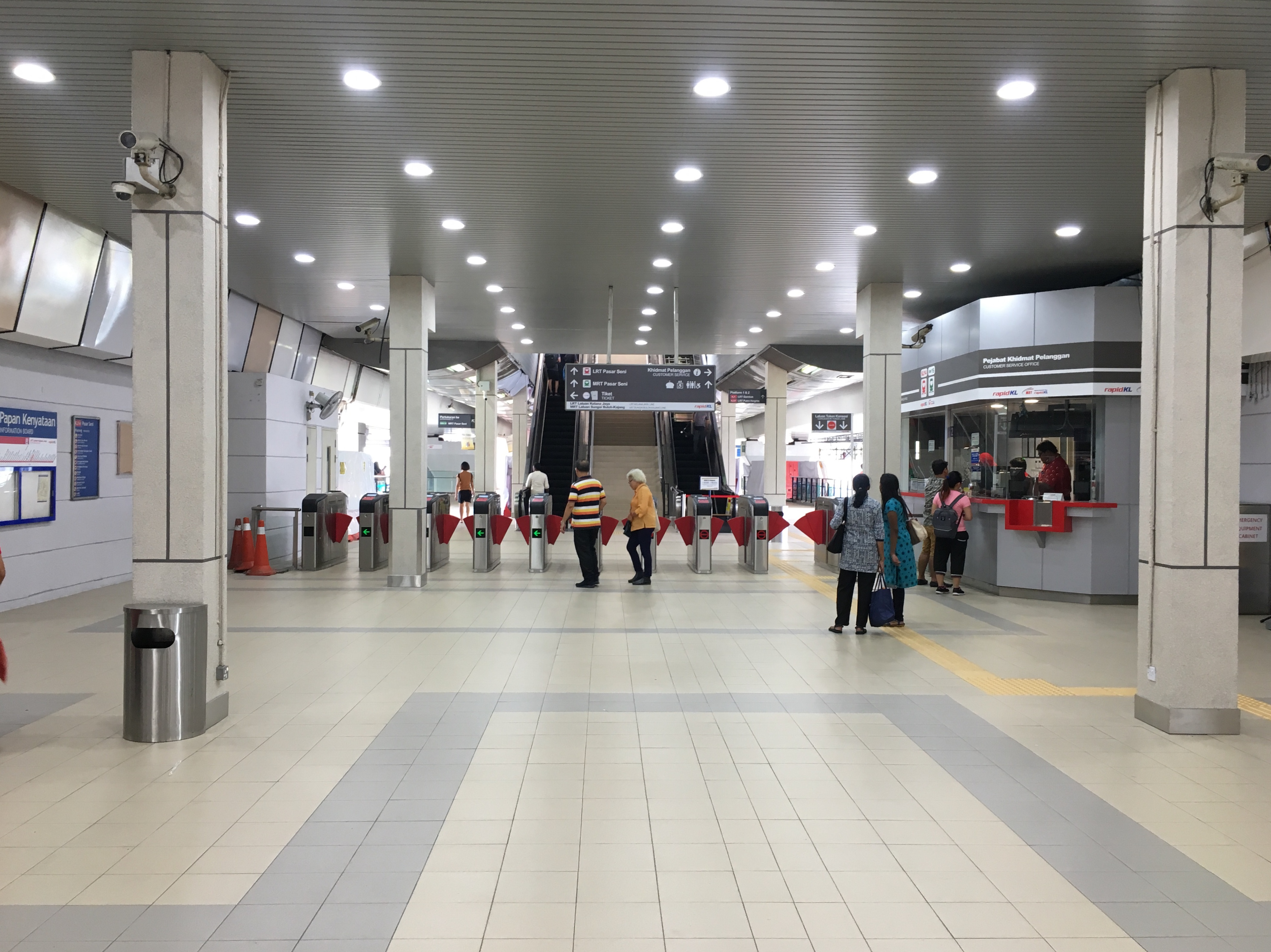
クラナ・ジャヤ線改札口付近
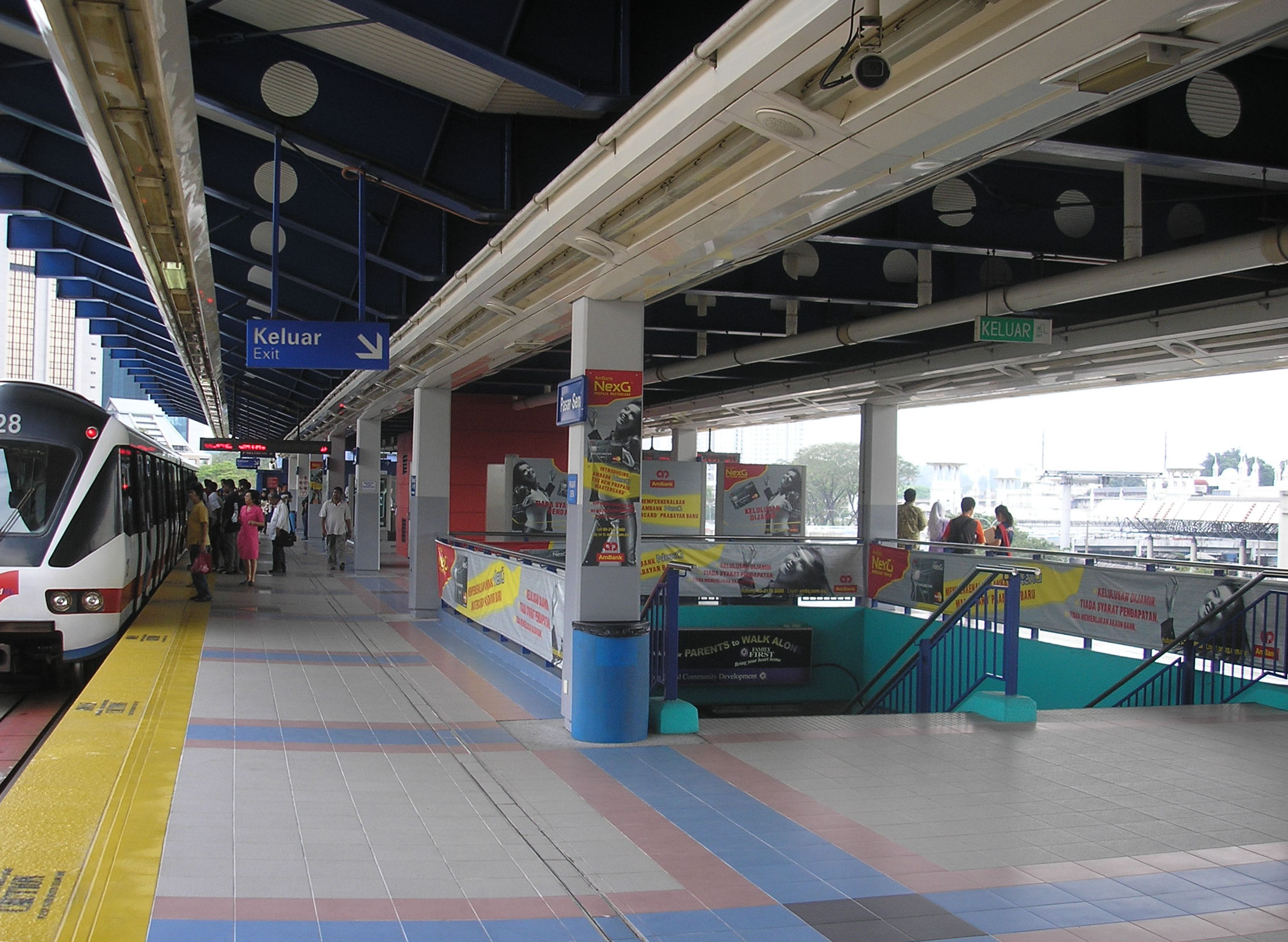
クラナ・ジャヤ線ホーム
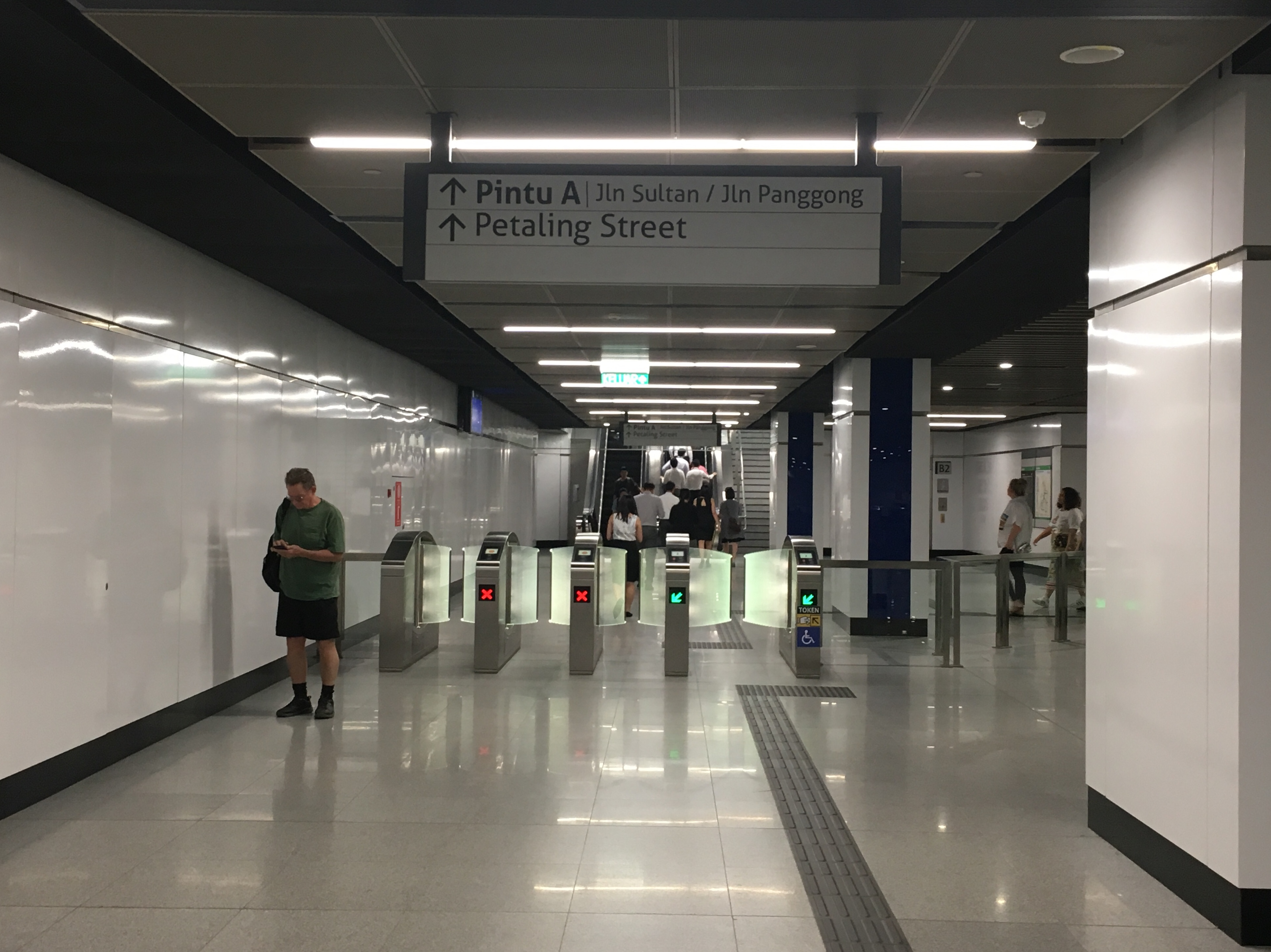
カジャン線改札口付近
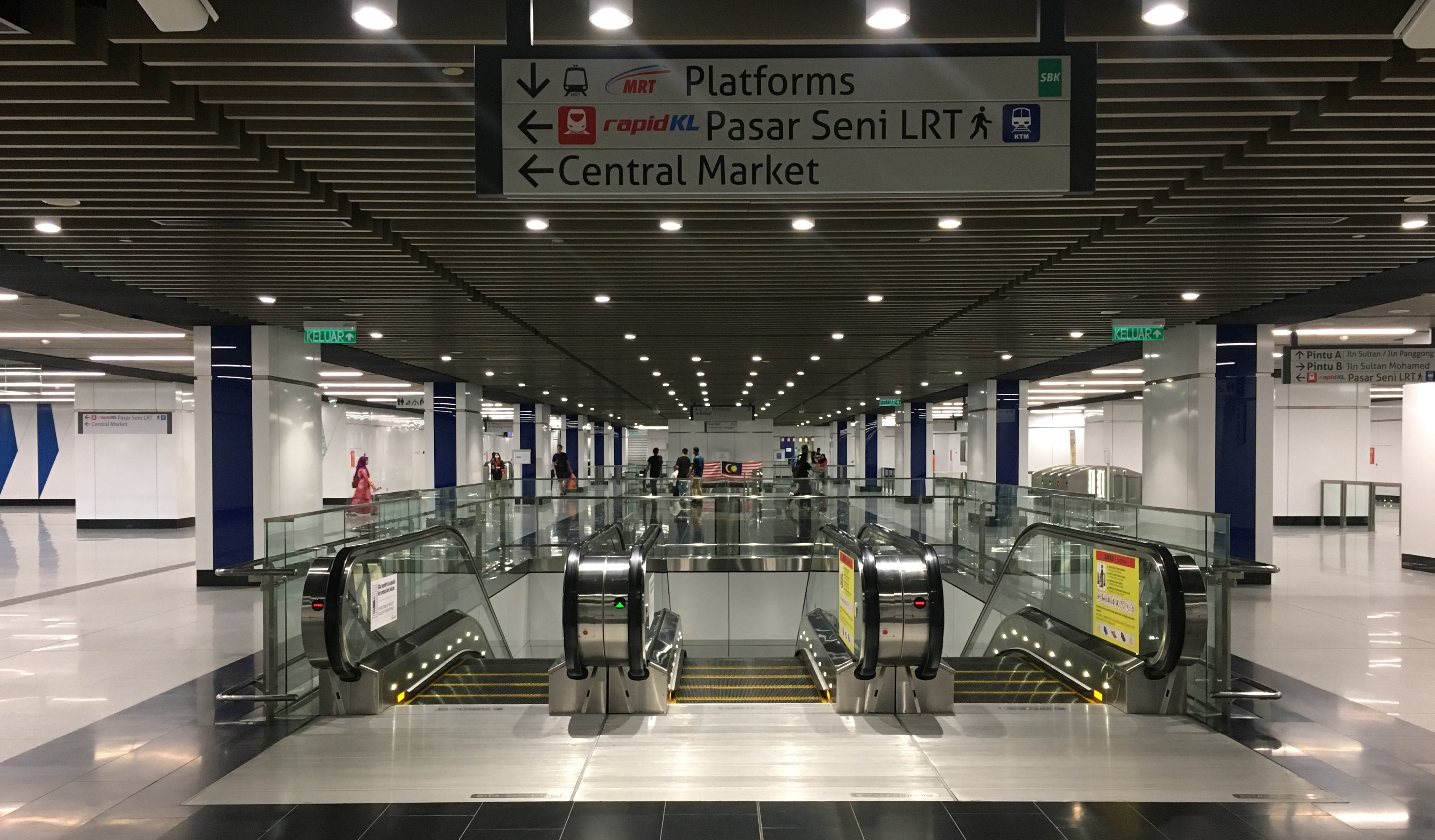
カジャン線改札内
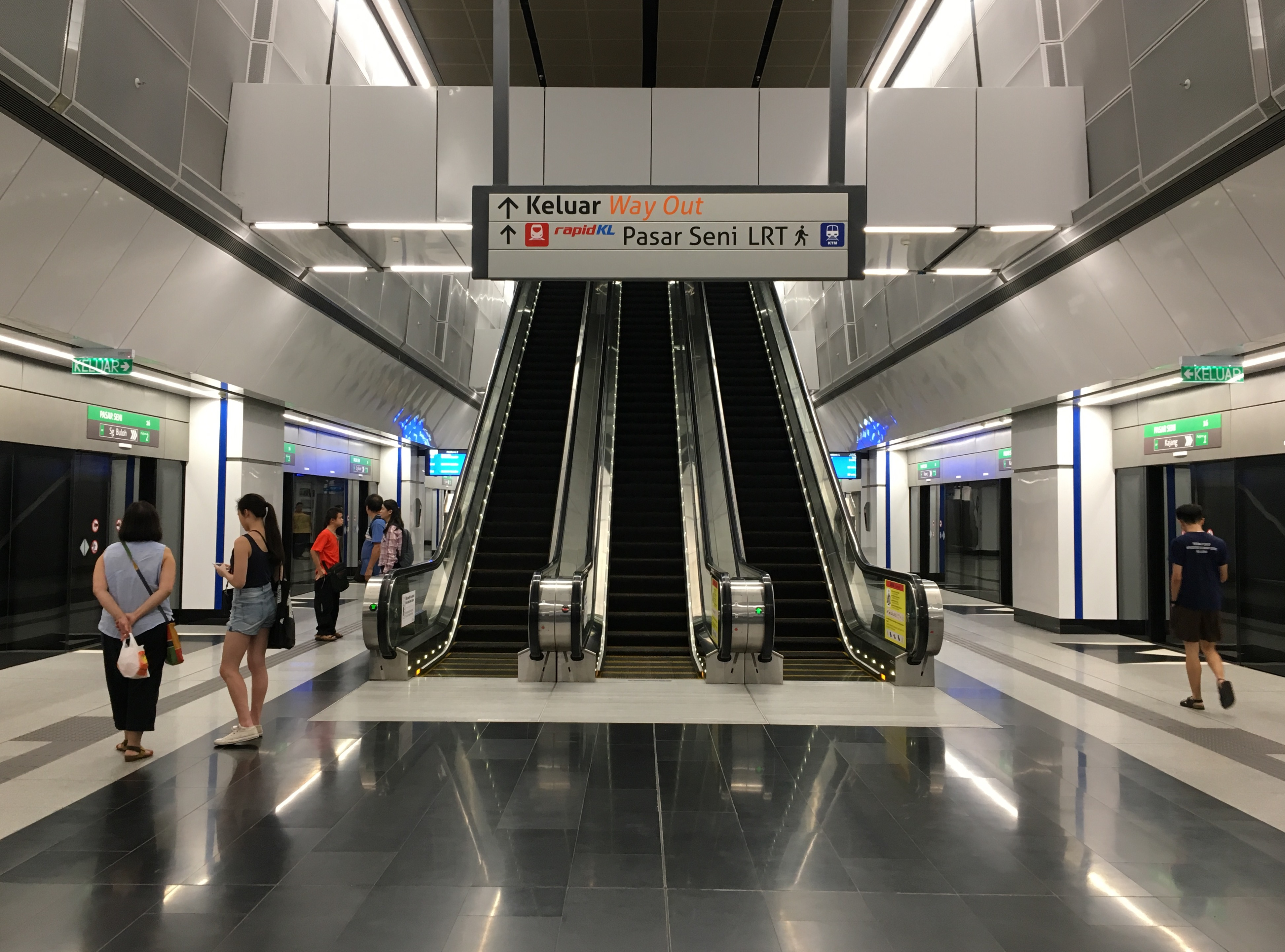
カジャン線ホーム
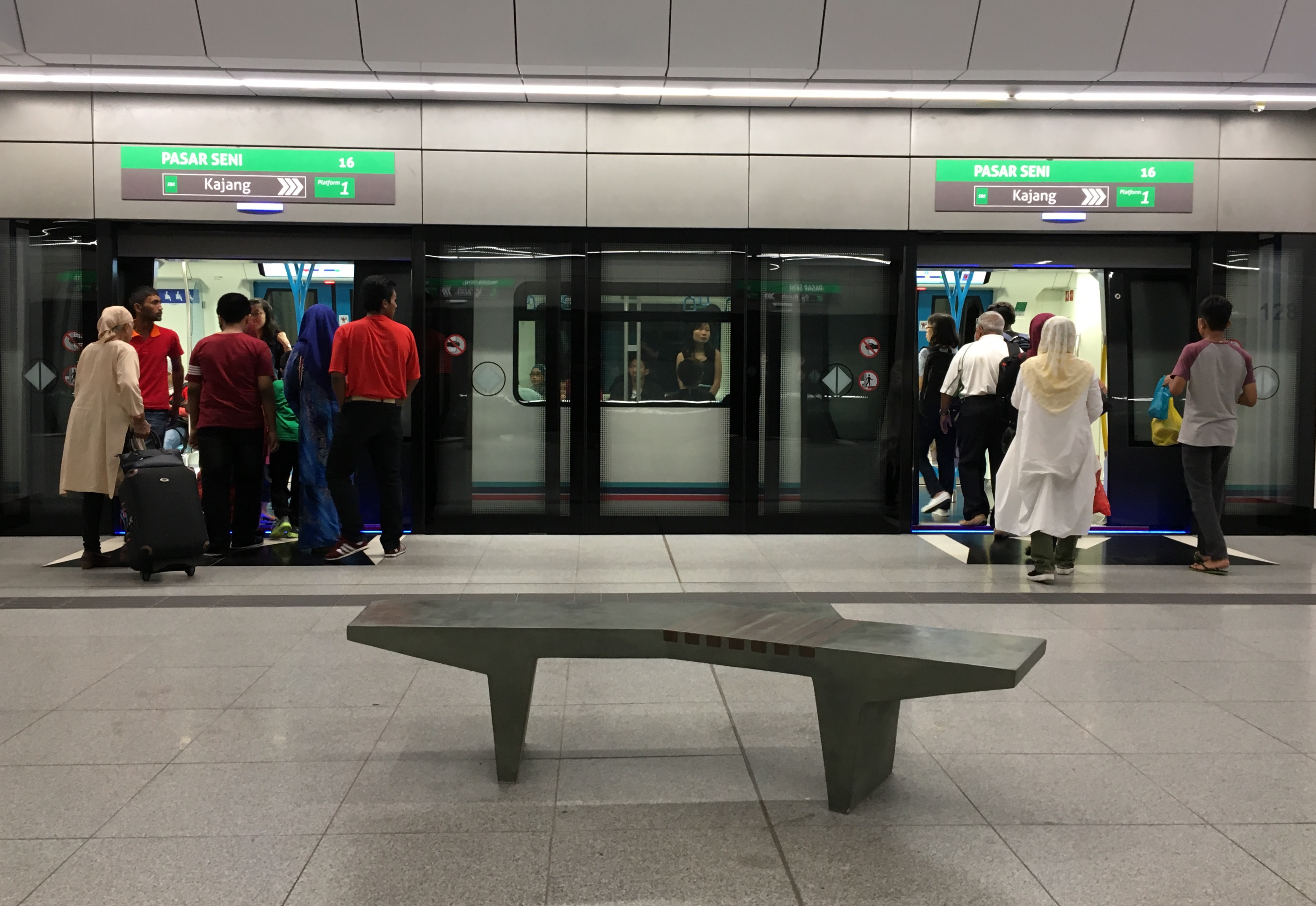
カジャン線ホームのベンチ

## 駅周辺
チャイナ・タウン（プタリン・ストリート）の最寄り駅で、周辺には中国人が多く住む。
パサールとは、マレー語で市場を意味し、パサール・スニは、近くにあるセントラル・マーケットの別名。
- チャイナタウン（プタリン・ストリート）
- クアラ・ルンプール駅
- セントラル・マーケット（パサール・スニ）
- メイバンク (Maybank)
- AmBank
- 国家繊維美術館（英語版）
- 関帝廟 (Guan Di Temple)[3]
- 仙師四師宮（英語版）[4]

## バス路線
クラナ・ジャヤ線駅舎の高架下にバスターミナル（パサール・スニ・ハブ）がある。
| 路線番号         | 運行事業者      | 北/西方面の終点                                        | 南/東方面の終点                                 | 経由地 |
| ---------------- | --------------- | ------------------------------------------------------ | ----------------------------------------------- | --- |
| BET1             | ラピドKL        | コタ・ダマンサラ・ターミナル、MRTスリアン、セクシェン8 | パサール・スニ・ハブ プラットホームD            | ムチアラ・ダマンサラ, バンサー |
| BET3             | ラピドKL        | パサール・スニ・ハブ プラットホームB                   | スバン・メワ、USJ 1                             | サンウェイ・ピラミッド、KTMアンカサプリ、LRTバンサー、NUセントラル                                                                  |
| BET4             | ラピドKL        | パサール・スニ・ハブ プラットホームB                   | タマン・スリ・ムダ、シャー・アラム              | セクション18シャー・アラム、バトゥ・ティガ、サンウェイ・ピラミッド、KTMアンカサプリ、LRTバンサー、NUセントラル                      |
| 180              | ラピドKL        | タマン・ダト・セヌ                                     | パサール・スニ・ハブ プラットホームA            | セントゥル東、マジュ・ジャンクション、LRTマスジット・ジャメ                                                                         |
| 600              | ラピドKL        | パサール・スニ・ハブ プラットホームE                   | プチョン・ウタマ                                | IOIモール・プチョン、ジャイアント・スーパーストア・プチョン、ミッド・バレー、NUセントラル                                           |
| 602              | ラピドKL        | パサール・スニ・ハブ プラットホームE                   | タマン・プチョン・プリマ                        | IOIモール・プチョン、ジャイアント・スーパーストア・プチョン、ミッド・バレー、NUセントラル                                           |
| 640              | ラピドKL        | パサール・スニ・ハブ プラットホームC                   | タマン・スリ・マンジャ/タマン・スリ・セントーサ | ポス・マレーシア・プタリン、クラン・ラマ通り、ミッド・バレー、NUセントラル                                                          |
| 650              | ラピドKL        | パサール・スニ・ハブ プラットホームC                   | LRTアワン・ベサール                             | LRTムヒバッ,、OUG、クラン・ラマ通り、ミッド・バレー、NUセントラル                                                                   |
| 652              | ラピドKL        | パサール・スニ・ハブ プラットホームC                   | LRTアワン・ベサール                             | LRTブキッ・ジャリル, パサール・クラン・ラマ通り、ミッド・バレー、NUセントラル                                                       |
| 671              | ラピドKL        | パサール・スニ・ハブ プラットホームE                   | アパートメント・エッガン                        | バンダル・キンララ、キンララBK5駅、IOIモール・プチョン、ますシッド・ジャメ・プタリン、パサール・クラン・ラマ通り、KTMミッド・バレー |
| 750              | ラピドKL        | UiTMセクション2、シャー・アラム                        | パサール・スニ・ハブ プラットホームB            | ヘンティアン・バンダル・シャー・アラム、バトゥ・ティガ, スリ・スティア、LRTバンサー、NUセントラル                                   |
| 751              | ラピドKL        | タマン・スリ・ムダ                                     | パサール・スニ・ハブ プラットホームB            | セクション18シャー・アラム、バトゥ・ティガ, スリ・スティア、LRTバンサー、NUセントラル                                               |
| 770              | ラピドKL        | パサール・スニ・ハブ プラットホームB                   | USJ1スバン・メワ                                | LRTタイパン、サンウェイ・ピラミッド、スリ・セティア、ミッド・バレー、NUセントラル                                                   |
| 772              | ラピドKL        | ハブ・スバン・スリア                                   | パサール・スニ・ハブ プラットホームD            | カンプン・ムラユ・スバン、LRT CGC-グレンマリエ、スリ・セティア、バンサー、NUセントラル                                              |
| 780              | ラピドKL        | セクション8、コタ・ダマンサラ                          | パサール・スニ・ハブ プラットホームD            | コタ・ダマンサラ、MRTスリアン, SS 21 プタリン・ジャヤ、PPUM, バンサー、NUセントラル                                                 |
| 781              | ラピドKL        | パサール・スニ・ハブ プラットホームB                   | タマン・メダン                                  | PJS 4, KTMカンポン・ダト・ハルン、コンプレックス・ペンチャラ、PPUM, バンサー、NUセントラル                                          |
| 822              | ラピドKL        | パサール・スニ・ハブ プラットホームA                   | パサール・スニ・ハブ プラットホームA            | NUセントラル、LRTバンサー、バンサー・テラウィ、ミッド・バレー、バンサー、ブリックフィールズ・アジア・カレッジ                       |
| 851              | ラピドKL        | クアラルンプール裁判所総合地区                         | パサール・スニ・ハブ プラットホームA            | タマン・ドゥタ、メナラJKR,、LRTマスジット・ジャメ                                                                                   |
| 700              | Seranas Sdn Bhd | クラン                                                 | パサール・スニ・ハブ プラットホームG            | セントロ・モール, UiTMシャー・アラム、バトゥ・ティガ、スリ・スティア、ミッド・バレー                                                |
| GOKL Purple Line | Go KL City Bus  | パサール・スニ・ハブ プラットホームA                   | パサール・スニ・ハブ プラットホームA            | ラジャ・チュラン通り、ブキッ・ビンタン、ブキッ・ナナス森林保護区、コタ・ラヤ                                                        |

## 隣の駅
ラピドKL
5 クラナ・ジャヤ線
マスジット・ジャメ駅 (KJ13) - パサール・スニ駅 (KJ14) - KLセントラル駅 (KJ15)
9 カジャン線
ムジウム・ネガラ駅 (SBK15) - パサール・スニ駅 (SBK16) - ムルデカ駅 (SBK17)